# Пароксетин
Пароксетин (англ. Paroxetine, лат. Paroxetinum) — синтетичний лікарський засіб, що має біциклічну структуру та належить до групи селективних інгібіторів зворотного захоплення серотоніну. Пароксетин застосовується перорально. Пароксетин розроблений у лабораторії компанії «SmithKline Beecham», яка пізніше стала частиною компанії «GlaxoSmithKline», та застосовується у клінічній практиці з 1992 року.

## Фармакологічні властивості
Пароксетин — лікарський засіб, що належить до групи селективних інгібіторів зворотного захоплення серотоніну. Механізм дії препарату полягає у вибірковому інгібуванні зворотнього нейронального захоплення серотоніну в синапсах центральної нервової системи, що спричинює накопичення нейромедіатора в синаптичній щілині, та подовженню його дії на постсинаптичні рецепторні ділянки. Це призводить до інгібування обігу серотоніну в організмі, подальшим наслідком чого є купування депресивних станів. Пароксетин лише незначно діє на α-адренорецептори, β-адренорецептори, м-холінорецептори, дофамінові, 5-НТ1, 5-HT2A, 5-НТ2 та гістамінові Н1-рецептори. Пароксетин також незначно інгібує зворотне захоплення норадреналіну, та має незначний седативний ефект. Пароксетин застосовується при різноманітних депресивних станах, при панічних атаках, генералізованих тривожних розладах, соціальних фобіях та посттравматичному стресовому розладі. Пароксетин ефективний також у випадку психоемоційних розладів, які супроводжують захворювання внутрішніх органів. Препарат досить ефективний при важких депресивних розладах, панічних та обсесивно-компульсивних розладах. Згідно з проведеними клінічними дослідженнями, пароксетин є більш ефективним, ніж ребоксетин, проте менш ефективним за міртазапін і циталопрам. Згідно з цими дослідженнями, застосування пароксетину дещо гірше переносилось хворими у порівнянні із застосуванням агомелатину та звіробою.

### Фармакокінетика
Пароксетин добре, але відносно повільно всмоктується після перорального застосування, біодоступність препарату становить 50–100 %, та не залежить від прийнятої їжі. Максимальна концентрація пароксетину в крові досягається протягом 2–8 годин після прийому препарату. Препарат добре (на 93 %) зв'язується з білками плазми крові. Пароксетин добре проникає через гематоенцефалічний бар'єр, через плацентарний бар'єр, та виділяється в грудне молоко. Метаболізується препарат у печінці з утворенням неактивних метаболітів. Виводиться пароксетин з організму переважно із сечею (на 64 %) у вигляді метаболітів, частково препарат виводиться з жовчю, незначна кількість із калом. Період напіввиведення пароксетину становить 21–24 години, при порушеннях функції печінки або нирок цей час може збільшуватися.

## Покази до застосування
Пароксетин застосовують при різноманітних депресивних станах, при панічних атаках, генералізованих тривожних розладах, соціальних фобіях, обсесивно-компульсивних розладах та посттравматичному стресовому розладі.

## Побічна дія
При застосуванні пароксетину найчастішими побічними ефектами препарату є:
- Алергічні реакції — шкірний висип, свербіж шкіри, кропив'янка, набряк Квінке, синдром Лаєлла, синдром Стівенса-Джонсона, анафілактичний шок, фотодерматоз, еритема шкіри, підвищена пітливість.
- З боку травної системи — нудота, блювання, діарея або запор, гепатит, сухість у роті, жовтяниця, шлунково-кишкова кровотеча, печінкова недостатність.
- З боку нервової системи — головний біль, підвищена тривожність, тремор, неспокій, запаморочення, порушення смаку, маніакальні стани, агресивність, порушення концентрації уваги, сплутаність свідомості, галюцинації, патологічні сновидіння і нічні марення, деперсоналізація, серотоніновий синдром, затуманення зору, мідріаз, гостра глаукома, панічні атаки, суїцидальні ідеї та поведінка, синдром неспокійних ніг.
- З боку серцево-судинної системи — тахікардія або брадикардія, транзиторна гіпотензія або гіпертензія, ортостатична гіпотензія.
- З боку сечостатевої системи — часте сечовипускання, дизурія, затримка сечі, маткові кровотечі, порушення статевої функції, гіперпролактинемія, галакторея.
- Інші побічні ефекти — синдром неадекватної секреції антидіуретичного гормону, болі в суглобах, підвищення рівня холестерину в крові, гіпонатріємія, збільшення маси тіла, тромбоцитопенія, підвищена кровоточивість.

## Протипокази
Пароксетин протипоказаний при підвищеній чутливості до препарату та одночасному лікуванні інгібіторами моноаміноксидази.

## Форми випуску
Пароксетин випускається у вигляді таблеток по 0,01; 0,0125; 0,02; 0,025; 0,03; 0,0375 і 0,04 г; та крапель для перорального прийому із вмістом діючої речовини 10 мг/мл у флаконах по 30 і 60 мл.